# 尼古拉·尼古拉耶维奇·博戈柳博夫
尼古拉·尼古拉耶维奇·博戈柳博夫（羅馬化：Nikolay Nikolayevich Bogolyubov；1909年8月21日—1992年2月13日），苏联数学家，理论物理学家，主要科学贡献在量子场论、经典与量子统计力学，动态系统理论等。